# 로비사 원자력 발전소

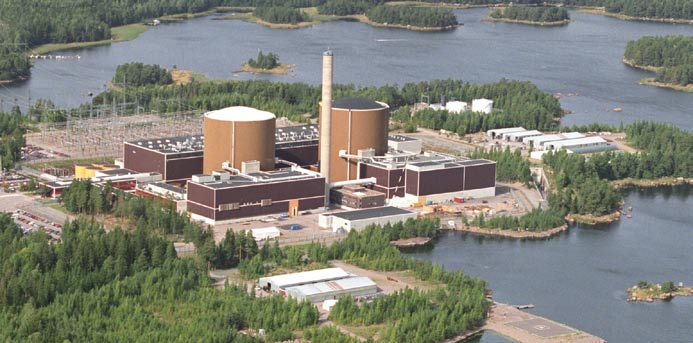
발전소 전경

로비사 원자력 발전소(핀란드어: Loviisan ydinvoimalaitos)는 핀란드 로비사에 있는 원자력 발전소이다. 소련에서 설계한 VVER-440/213 원자로 2기가 있으며, 각각 발전 용량은 488 MW이다. 포르툼 Oy에서 운영 중이다.
1960년대에 핀란드에서는 원자력 발전소 건설을 위한 국제 입찰을 열었고, 입찰 결과 독일 AEG가 선정되었다가 소련에서 원자로를 공급받는 것으로 바뀌었다. 로비사 1호기는 1977년, 2호기는 1981년에 가동을 시작하였다. 핀란드의 원자력 규정을 만족시키기 위해서, 웨스팅하우스와 지멘스에서 원자로 격납 용기와 제어기를 공급하였다. 이러한 장비의 조합은 전 세계 어디서도 찾아볼 수 없기 때문에 "이스팅하우스"라는 별명을 가지고 있다.
포르툼 Oy에서 세 번째 원자로 건설을 제안하였다. 세 번째 원자로는 1000 MWt 난방 및 800-1600 MW 전기를 공급할 예정이다.